# Мечеть Бабрі
Мечеть Бабрі або Бабура (урду : بابری مسجد, хінді : बाबरी मस्जिद) - зруйнована мечеть в м. Айодх'я. До 1940-х назвали мечеттю Джанмастан («мечеть місця народження»).

## Історія
Побудована в 1527 за наказом першого могольського імператора Бабура. Була однією з найбільших у штаті Уттар-Прадеш, де мусульманське населення становить 31 мільйон осіб.

## Руйнування
Занедбана мечеть Бабрі, яка тривалий час не використовується для поклоніння мусульманами, зруйнована 150-тисячним натовпом індуських націоналістів  6 грудня 1992 всупереч охоронному припису Верховного суду Індії.
Вважається, що саме на цьому місці раніше розташовувався палац, в якому народився Рама, головний герой Рамаяни, якого індуси вважають історичною особистістю, що реально існувала. На думку індусів, мусульмани осквернили святе місце, зруйнувавши раніше індуїстський храм, що існував на цьому місці, і спорудивши мечеть.
У 1992 величезний натовп індусів, що складався з 150 000 осіб і ведений людьми з Вішва хінду парішад і Бхаратія джаната парті, зруйнував мечеть Бабрі. Це спричинило зіткнення між мусульманами та індусами в різних частинах Індії, внаслідок яких загинуло понад 2000 осіб.
Зараз на місці зруйнованої мечеті йдуть археологічні розкопки, які мають прояснити, чи на цьому місці був індуїстський храм насправді.
У 2009 стало відомо, що «Комісія Ліберхана» підтвердила, що руйнування мусульманської мечеті Бабрі було підготовлено індуїстськими націоналістичними організаціями, а більшість загиблих склали мусульмани.